# Божидар Бояджиев (борец)
 Тази статия е за състезателя по борба.  За художника вижте Божидар Бояджиев.  
Божидар Христомиров Бояджиев е български състезател по свободна борба в категория до 120 кг.

## Биография
Божидар Бояджиев е роден на 30 април 1978 година в град Казанлък.

## Награди
През 2005 година борецът печели златния пояс на 43-тото издание на международния турнир „Дан Колов“, връчен му от националния селекционер по футбол Христо Стоичков, който е специален гост в зала „Универсиада“, София.